# Giuseppe Baldo
Pour les articles homonymes, voir Baldo.
Giuseppe Baldo (né le 27 juillet 1914 à Piombino Dese, dans la province de Padoue, en Vénétie et mort le 31 juillet 2007 à Montecatini Terme à l'âge de 93 ans) était un footballeur italien. Il était le dernier survivant de l'équipe championne olympique aux Jeux de Berlin en 1936.

## Biographie
En tant que milieu de terrain, il fut international italien à 4 reprises (1936) pour aucun but.
Il participa aux Jeux olympiques de 1936. Titulaire à tous les matchs de l'Italie (USA, Japon, Norvège et Autriche), il remporte la médaille d'or. Il ne marque pas de but dans ce tournoi.
Il joua au Calcio Padova et à la SS Lazio. Il fut vice-champion d'Italie en 1937, et fnaliste de la Coupe Mitropa en 1937. 

## Clubs
- 1932-1935 :  Calcio Padova
- 1935-1942 :  SS Lazio

## Palmarès
- Jeux olympiques
  - Médaille d'or en 1936
- Championnat d'Italie de football
  - Vice-champion en 1937
- Coupe Mitropa
  - Finaliste en 1937